# David Walters
David Lee Walters, född 20 november 1951 i Washita County, Oklahoma, är en amerikansk demokratisk politiker. Han var Oklahomas guvernör 1991–1995.
Walters avlade 1973 kandidatexamen vid University of Oklahoma och två år senare MBA vid Harvard Business School. Han arbetade  under en tid med administration vid University of Oklahoma där han avancerade snabbt i karriären och innehade senare chefspositioner inom fastighetsbranschen.
Walters efterträdde 1991 Henry Bellmon som Oklahomas guvernör och efterträddes 1995 av Frank Keating.